# Кахлон, Моше
Моше Кахлон (ивр. משה כחלוןо файле; род. 19 ноября 1960 года, Хадера, Израиль) — израильский политик, депутат кнессета (от партии «Ликуд», в 2014 году создал собственную партию «Кулану»), министр связи и министр социального обеспечения в тридцать втором правительстве Израиля, 31-й министр финансов Израиля, депутат кнессета 16, 17, 18, 20, 21 созыва.

## Биография
Моше Кахлон родился 19 ноября 1960 года в Хадере, в семье репатриантов из Ливии, помимо него в семье было ещё семеро детей. В период с 1978 по 1986 год Моше проходил срочную и сверхсрочную службу в Армии обороны Израиля.
Впервые Кахлон стал депутатом кнессета в 2003 году, после этого он несколько раз переизбирался. В кнессете 16-го созыва он занимал должность вице-спикера.
В 2008 году Моше занял шестое место в праймериз «Ликуда». В тридцать втором правительстве Израиля он получил два министерских портфеля, сначала портфель министра связи, а 19 января 2011 года (по просьбе премьер-министра Нетаньяху) Кахлон взял на себя обязанности министра социального обеспечения.
После того, как на выборах в кнессет 21 созыва (9 апреля 2019 г.), партия сумела получить лишь 4 мандата, Кахлон вместе со своей партией присоединился к «Ликуду».
В 2020 году, объявил об уходе из политики.
Кахлон женат, имеет троих детей, проживает в городе Хайфа, владеет ивритом и английским языком.